# Umm el-Biyara
Umm el-Biyara est une montagne de Jordanie située au-dessus du site de Pétra. Son sommet a été occupé par les Édomites au VIIe siècle av. J.-C..